# 제천경찰서
제천경찰서(堤川警察署, Jecheon Police Station)는 충청북도경찰청이 관할하는 경찰서 중 하나이다. 충청북도 제천시 일대를 관할한다. 충청북도 제천시 용두대로 27(하소동)에 있다.
서장은 총경으로 보한다.

## 기본 정보
- 주소: 충청북도 제천시 용두대로 27(하소동)
- 우편번호: 27187

## 관할 파출소 및 지구대
제천경찰서는 3개 지구대와 4개 파출소를 산하에 두고 있다.
| 명칭       | 사진 | 주소                 | 관할구역                         | 치안센터     |
| ---------- | ---- | -------------------- | -------------------------------- | ------------ |
| 강저지구대 |      | 청풍호로 79          | 금성면, 시내동 일부, 청풍면 일부 | 금성치안센터 |
| 중앙지구대 |      | 독순로 77            | 시내동 일부                      |              |
| 청전지구대 |      | 용두천로 318         | 송학면, 청전동                   | 송학치안센터 |
| 용두파출소 |      | 용두대로17길 4       | 용두동                           |              |
| 봉양파출소 |      | 봉양읍 북부로 1455   | 봉양읍, 백운면                   | 백운치안센터 |
| 청풍파출소 |      | 청풍면 청풍호로 2119 | 수산면, 청풍면 일부              | 수산치안센터 |
| 덕산파출소 |      | 덕산면 약초로 85     | 덕산면, 한수면                   | 한수치안센터 |